# 황야는 통곡한다
《황야는 통곡한다》(이탈리아어: L'uomo, l'orgoglio, la vendetta)는 1967년에 공개한 이탈리아, 독일의 영화이다.

## 캐스팅

### 주연
- 프랑코 네로 : 돈 호세 / 장고 역
- 티나 오몽 : 카르멘 / 콘치타 역
- 클라우스 킨스키 : 미겔 가르시아 역

### 조연
- 구이도 롤로브리지다 : 탄키에로 / 로페즈 역
- 프랑코 레셀 : 페페 역
- 알버트 델아쿠아 : 레멘다도 역
- 칼 쇤뵈크 : 루카스 역
- 마르셀라 발레리 : 도로테아 역
- 마리아 미차르
- 지오반니 이반 스크라투글리아